# Clathria coralliophila
Clathria coralliophila är en svampdjursart som först beskrevs av Thiele 1903.  Clathria coralliophila ingår i släktet Clathria och familjen Microcionidae. Inga underarter finns listade i Catalogue of Life.